# Saint-Vincent-de-Connezac
Saint-Vincent-de-Connezac – miejscowość i gmina we Francji, w regionie Nowa Akwitania, w departamencie Dordogne.
Według danych na rok 1990 gminę zamieszkiwały 403 osoby, a gęstość zaludnienia wynosiła 27 osób/km² (wśród 2290 gmin Akwitanii Saint-Vincent-de-Connezac plasuje się na 789. miejscu pod względem liczby ludności, natomiast pod względem powierzchni na miejscu 762.).